# Historia de la pintura en Perú
La historia de la pintura en el Perú se remonta a la época prehispánica, en donde se empleaban herramientas sencillas y tintes de origen natural. En esa época, la pintura se limitaba a la decoración de objetos ornamentales y utilitarios hechos de cerámica. Con la llegada de los conquistadores españoles, la pintura pasa a ser principalmente una expresión de la religiosidad católica.

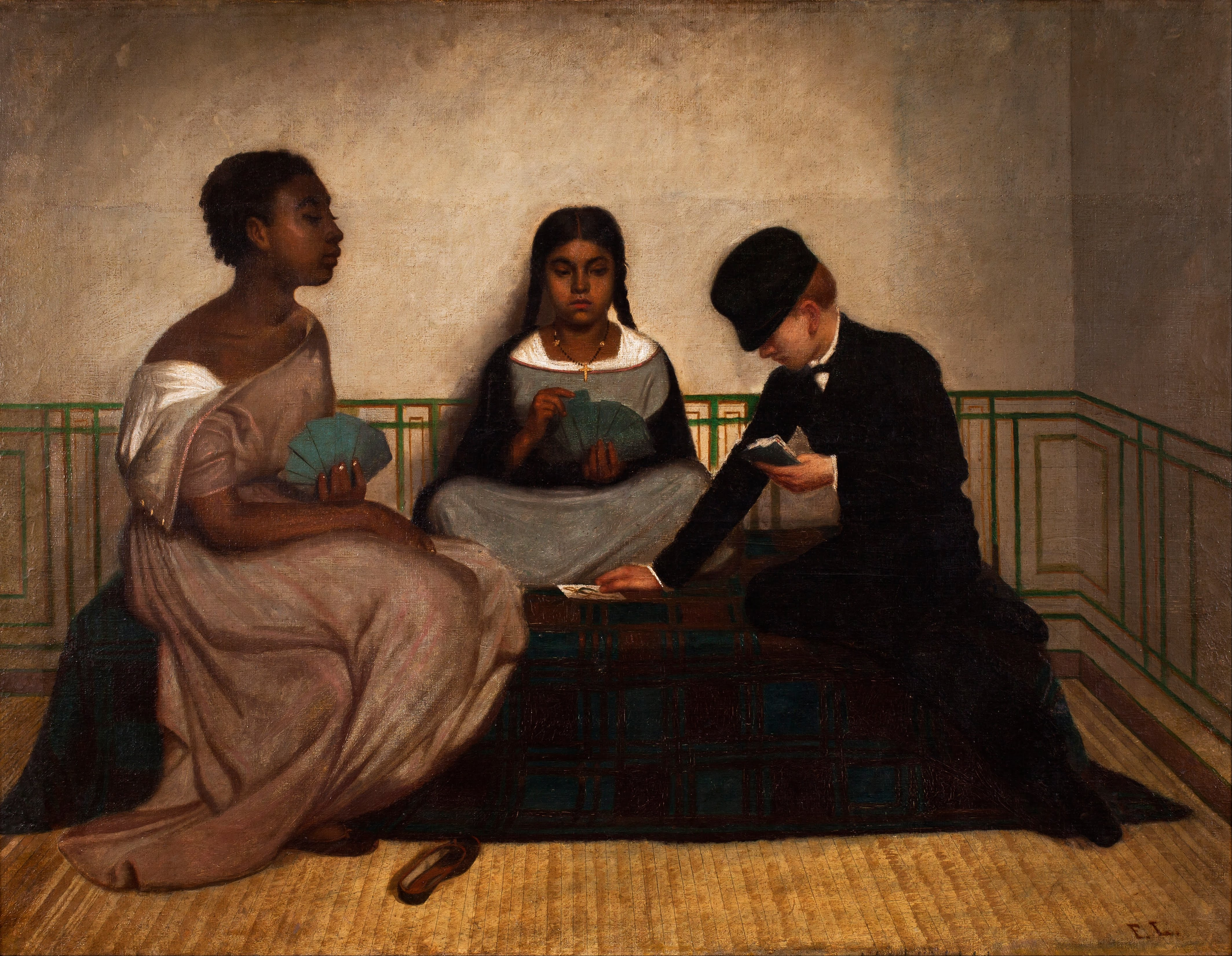
Las Tres Razas o la Igualdad ante la Ley. Francisco Laso

Durante la época republicana, la pintura peruana pasa por cuatro grandes periodos o estilos: el costumbrismo, la pintura académica, el indigenismo y la pintura contemporánea o modernista.

## Época prehispánica
La pintura peruana tiene su origen más remoto en el arte rupestre, destacando Toquepala y Lauricocha, cuya antigüedad se fechaba en unos 10 000 años.
En las civilizaciones andinas, el poblador prehispánico plasmó su arte principalmente en la cerámica, distinguiéndose en ello las culturas nazca, mochica, chimú, tiahuanaco y wari. Sin embargo, el Imperio incaico, se limitó a copiar los queros tiahuanaco. En la cultura mochica, los artistas creaban altorrelieves en los murales de los templos, como el friso ubicado en las Huacas del Sol y de la Luna , a 5 km de la ciudad de Trujillo.

## Pintura durante el Virreinato

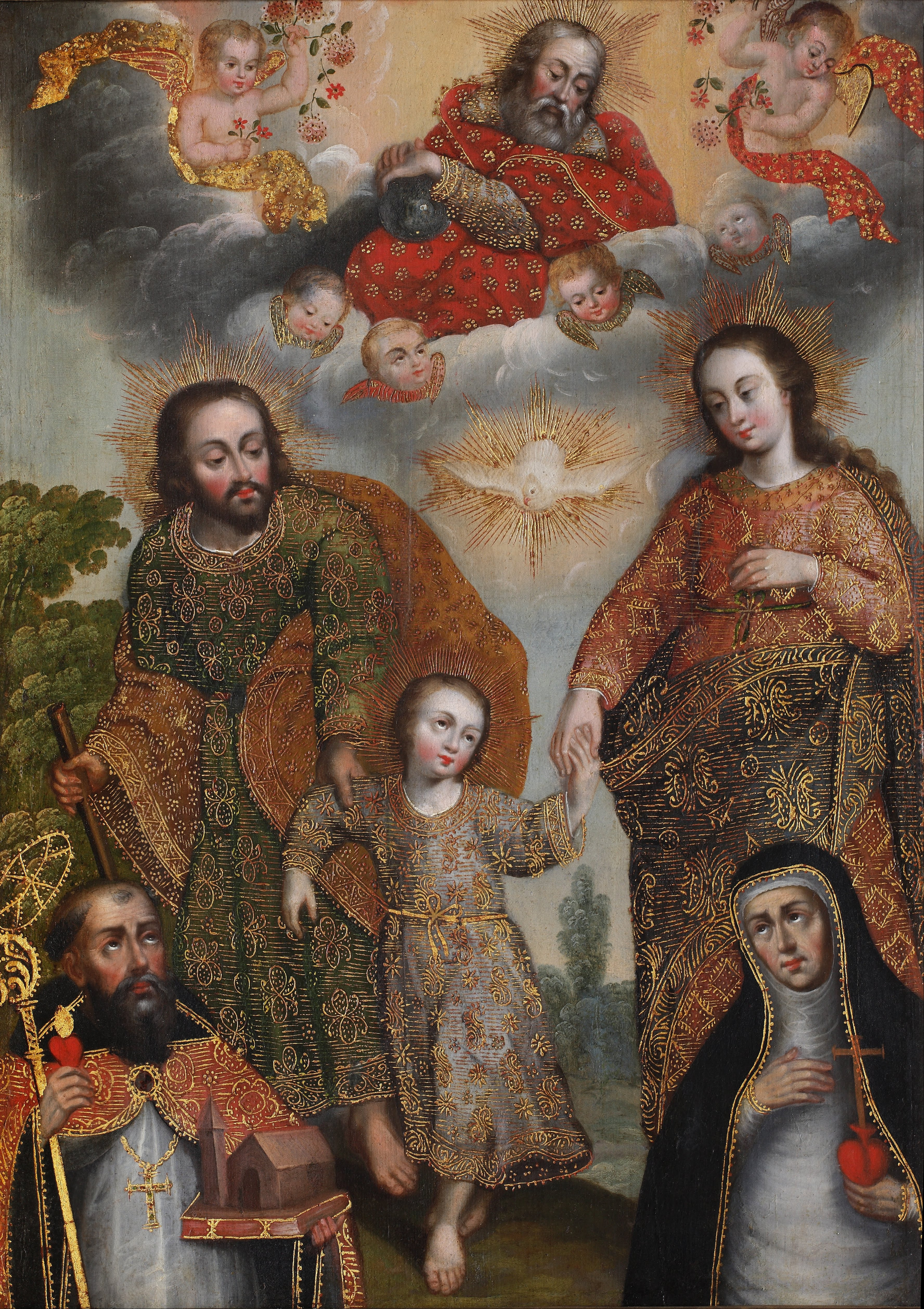
Doble Trinidad con San Agustín y Santa Catalina de Siena. Escuela cuzqueña (circa 1700 - 1730)

### Las primeras expresiones (1533-1620)
La pintura, como representación artística sobre lienzo o fresco, se inició durante la época virreinal. Ya en 1533, mientras el conquistador español Diego de Mora retrataba al Inca Atahualpa prisionero en Cajamarca, empezaban a circular por el vasto territorio andino lienzos, tablas e imágenes con representaciones de la nueva religión.
La pintura colonial, tuvo tres grandes influencias: la italiana, muy intensa durante el siglo XVI y principios del XVII, que después se diluyó para recuperar su hegemonía a fines del siglo XVIII con la introducción del neoclasicismo; la influencia flamenca, que se dio desde el principio y su importancia fue creciendo hasta ser muy fuerte en el siglo XVII, pero, sobre todo fue constante por medio de los grabados; y la española que se manifestó con mayor fuerza durante el período barroco de los siglos XVII y XVIII, especialmente a través de la Escuela sevillana. Más adelante y luego de que indígenas y mestizos al que hacer artístico se inició el barroco americano, con la introducción y recuperación de nuevos factores en el panorama artístico. La incorporación de lo indígena no derivó sólo en un estilo, sino que supuso un concepto distinto del universo y de su expresión, con validez genuina, manifestándose en un arte distinto y propio.
Los artistas indígenas interpretaron los temas religiosos y estilos de los trabajos del arte occidental dados por los curas católicos. Las pinturas coloniales muestran temas de santos y figuras religiosas combinadas con elementos indígenas, tales como vestidos andinos o expresiones faciales andinas.

#### Etapa barroca
A finales del siglo XVI la pintura manierista cede el paso hacia un mayor naturalismo en las obras de arte dando a un nuevo estilo conocido como Barroco. En Italia el mayor exponente del barroco es la Escuela boloñesa caracterizada por tener grandes luces, utilizar temas mitológicos. Exponentes: Carracci, Tiepolo. Por otro lado, en España el Barroco está más ligado al estilo tenebrista y utilizó el claroscuro para modelar la forma y respetando la escala. No embellece la forma ni en lo formal ni en lo temático. Su mayor antecedente lo encontramos incluso antes de Zurbarán, con El Greco (pre-barroco siglo XVI)
Podemos distinguir dos etapas del Estilo Barroco, la primera llamada de la plenitud del realismo, tuvo entre sus mayores exponentes en España a Diego Velázquez, Francisco de Zurbarán y José de Ribera llamado el españoleto. De este último se presume la autoría de los lienzos en el Convento de los Descalzos San Lorenzo y la Lapidación de San Esteban.
La segunda etapa llamada del desarrollo pleno del Barroco, se ubica en el último tercio del siglo XVII en España. Se caracteriza por ser una pintura de características mayormente italianas, innova en las composiciones, dándole un mayor dinamismo con ayuda de las perspectivas arquitectónicas (abre puertas y pasadizos). Entre sus mayores exponentes en españoles distinguimos a Juan de Valdés Leal y Bartolomé Esteban Murillo.
Son obra del primero la serie de la vida de San Ignacio de Loyola ubicado en los lunetos de la nave del evangelio de la Iglesia de San Pedro de Lima mientras que al segundo se le atribuye el San José con el niño del Convento de los Descalzos de Lima. Asimismo, destaca la obra de Bartolomé Román, quien pintó la Serie de Arcángeles de San Pedro de Lima.

#### Escuela de Zurbarán en Lima
Zurbarán es la figura más influyente en el Barroco hispanoamericano y Lima es la ciudad con mayor número de obras relacionadas con su taller. Se pueden hablar hasta de seis series enviadas a Lima pero de ellas, cuatro son las que han sido mayor objeto de estudio:
- Serie del Apostolado de San Francisco el Grande (1638-1640)
Esta serie fue inventariada en 1758 por el padre Marimón (1758) y esta directamente vinculada con Zurbarán pues se considera que era él quien daba el toque final a los lienzos. En 1940, llega a Lima el marqués de Lozoya, quien certifica la autenticidad de los cuadros y da fe de ello en su libro Arte en Hispanoamérica. La serie compuesta por trece cuadros podemos observar a los doce apóstoles quienes llevan un atributo que los identifica, correspondiendo el último lienzo de la serie a Cristo Redentor.

- Serie de Santos Fundadores de Órdenes
Esta serie sale de Cádiz en 1752 rumbo a Lima. Según el marqués de Lozoya, fue un obsequio de Gertrudis de Vargas al padre Francisco Laguna, prior del Convento de la Buena Muerte. Originalmente estaba compuesta por 30 lienzos de los cuales hoy tan solo podemos apreciar trece. Según el historiador Paul Guinard, sólo San Bernardo es del pincel de Zurbarán, mientras que según el historiador Antonio Gaya Nuño, Zurbarán es responsable únicamente de los rostros y de las manos, el resto es obra del taller. Se encuentra en el convento de la Buena Muerte.

- Serie de Arcángeles del Monasterio de La Concepción
La serie de los Siete Arcángeles de la Concepción se atribuye a Bernabé de Ayala, discípulo de Zurbarán, y están inspirados en grabados flamencos, principalmente en los de Pieter de Jode I. Si bien esta serie no es reconocida en los catálogos de Soria y Gudiol, las semejanzas con otras series del taller del maestro indican su cercanía.

- Serie de los hijos de Jacob
Serie atribuida a la pintora limeña del siglo XVII Juana de Valera, pues en el inventario de su taller se encontró una serie titulada lasDoce tribus de Israel que presenta similitudes con la existente en Londres y firmada por Zurbarán la cual está inspirada en grabados como los de Durero. Se encuentra en el refectorio de la tercera orden franciscana de Lima. Finalmente, el historiador peruano Guillermo Lohmann Villena menciona, en su Inventario Colonial Peruano de 1999, otras series de Zurbarán como La vida de la Virgen (10 lienzos),Vírgenes latinas (24 lienzos), Los Cesares a caballo (12 lienzos, sobre esta serie en particular se han encontrado documentos que indican que en 1647 Zurbarán gestionó su cobro), todos estos cuadros pertenecientes al Monasterio de la Encarnación.[2]

#### Escuela Cusqueña

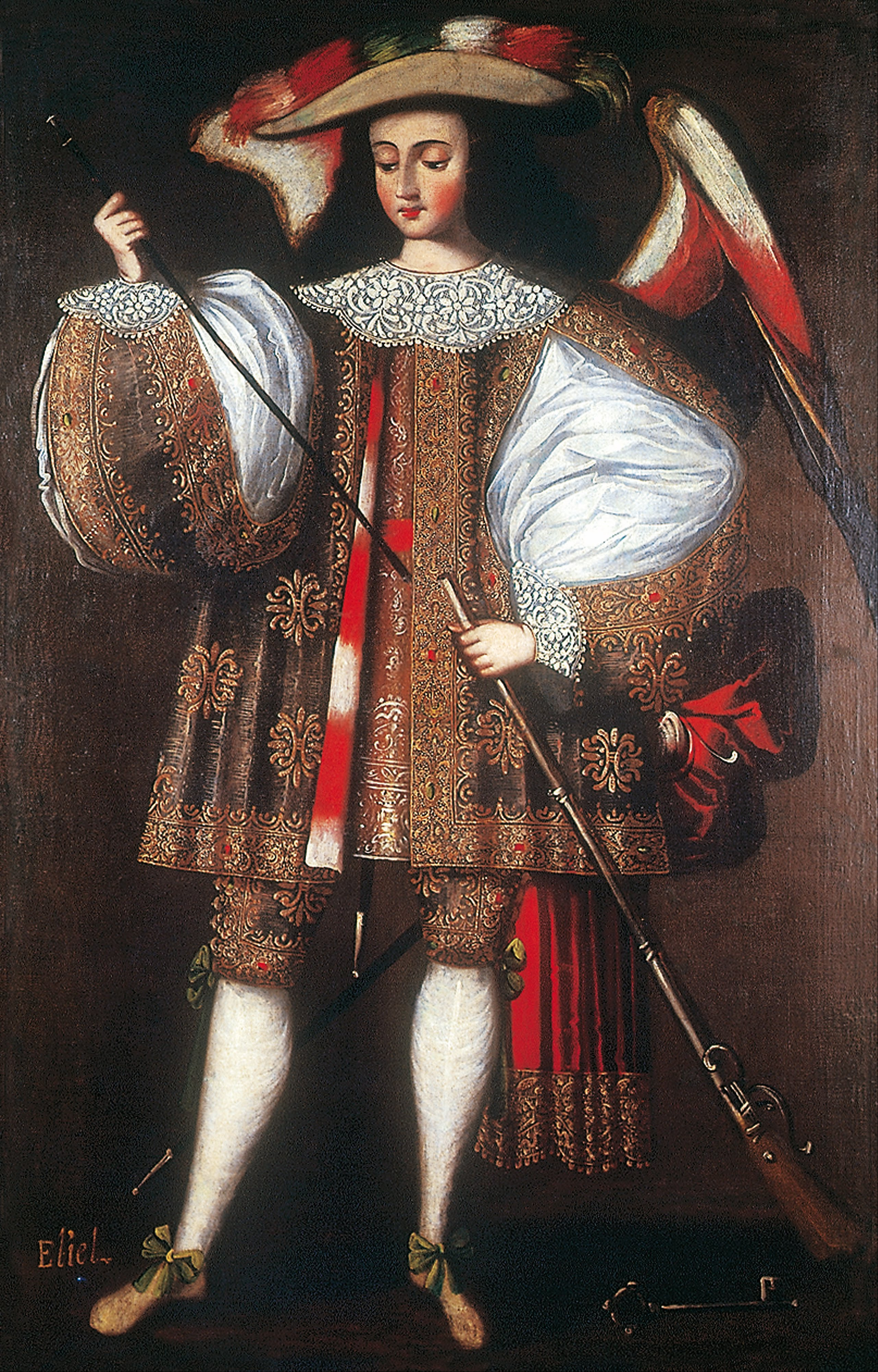
Arcángel Eliel con arcabús, pintura anónima (circa 1690 - 1720).

Durante la primera mitad del siglo XVII la pintura cuzqueña recibe la influencia del maestro italiano Bernardo Bitti quien dejó allí varios discípulos como Pedro de Vargas y Gregorio Gamarra. Estos fueron continuadores del estilo manierista. Sin embargo, la segunda mitad de este siglo presenta características totalmente diferentes debido en parte a la influencia de los dibujos y grabados flamencos como los de Martín de Vos y Halbeck respectivamente, así como de la pintura de Zurbarán. Igualmente, durante este periodo a algunos de los pintores eran de origen indígena y mestizo. Entre estos artistas podemos destacar a Juan de Calderón, Martín de Loayza, Marcos Rivera, Juan Espinosa de los Monteros, Basilio Santa Cruz y Diego Quispe Tito.
La célebre escuela de pintura cuzqueña o pintura colonial cusqueña, quizá la más importante de la América española, se caracteriza por su originalidad y su gran valor artístico, los que pueden ser vistos como resultado de la confluencia de dos corrientes poderosas: la tradición artística occidental, por un lado, y el afán de los pintores indios y mestizos de expresar su realidad y su visión del mundo, por el otro.
El aporte español y, en general europeo, a la Escuela cuzqueña de pintura, se da desde época muy temprana, cuando se inicia la construcción de la gran catedral del Cuzco. Es la llegada del pintor italiano Bernardo Bitti en 1583, sin embargo, la que marca un primer momento del desarrollo del arte cusqueño. Este jesuita introduce en el Cuzco una de las corrientes en boga en Europa de entonces, el manierismo, cuyas principales características eran el tratamiento de las figuras de manera un tanto alargada, con la luz focalizada en ellas y un acento en los primeros planos en desmedro del paisaje y, en general, los detalles.
La creciente actividad de pintores indígenas y mestizos hacia fines del siglo XVII, hace que el término de Escuela Cuzqueña se ajuste más estrictamente a esta producción artística. Esta pintura es "cuzqueña", por lo demás, no solo porque sale de manos de artistas locales, sino sobre todo porque se aleja de la influencia de las corrientes predominantes en el arte europeo y sigue su propio camino.

#### Escuela limeña (sigloXVII)
La pintura de caballete en Lima estaba fuertemente influenciada por la pintura flamenca, más cerca hacia lo académico y con intencionalidad dinámica, motivo por el cual no tuvo mucha acogida el claroscurismo. De esta etapa destacan cuatro pintores Francisco Escobar, Diego de Aguilera, Andrés de Liebana y Pedro Fernández de Noriega. Estos artistas recibieron el encargo de realizar la denominada Serie de la vida de San Francisco compuesta por 12 pinturas que se encuentran en el claustro mayor del convento limeño.

#### Pintura limeña (sigloXVIII)
- Fray Miguel Adame, Retrato de Benedicto XIII, Rey Felipe V.

- Cristóbal de Aguilar, en el Museo de Arte de la Universidad Nacional Mayor de San Marcos podemos apreciar parte de la obra retratística de Aguilar. En ella observamos la innegable calidad de este pintor no solo para representar el aspecto físico sino y principalmente el carácter del modelo. Entre sus obras destacan el retrato del Doctor Pedro Peralta Barnuevo, el Virrey Amat y el Virrey Antonio de Mendoza.

- José Joaquín Bermejo, al igual que Aguilar, la obra de Bermejo se caracteriza principalmente por los retratos. Entre los más importantes tenemos el de Pedro José Bravo de Lagunas y Castillo, del Conde de Superunda y los retratos del Conde de Premio Real José Antonio de Lavalle y su esposa Mariana Zuasti Ortiz de Foronda. Sin embargo, su obra no se limitó a este género sino que recibió encargos de órdenes religiosa como los mercedarios para realizar las series de la Vida

### La paleta de colores
Los colores utilizados en la pintura virreinal tenían su origen en pigmentos minerales y en colorantes orgánicos, provenientes de plantas e insectos. Los primeros artistas llegados de España traían consigo los manuales de Francisco Pacheco y Vicente Carducho, con instrucciones muy claras sobre como preparar, y que cuidados tener, con los diferentes pigmentos a utilizar. Pero también existía una cultura prehispánica del uso del color, la con el tiempo se fue integrando con la española. Es así, como en el siglo XVIII, el quiteño Manuel de Samaniego y Jaramillo publica el Tratado de Pintura, en que recopila trabajos anteriores, pero a su vez, incorpora nuevos conocimientos basados en su propia experiencia.
Hoy es posible conocer la forma en que los artistas preparaban y combinaban los diferentes pigmentos para obtener los colores deseados para sus obras. La autora Gabriela Siracusano ha hecho un meticuloso estudio sobre varias obras de arte andino, de las cuales ha extraído minúsculas muestras de la pintura, y a través de un estudio estratigráfico, ha podido determinar la composición de las mismas.
Sin que sea exhaustiva, la paleta de colores andinos incluía para los rojos y anaranjados, el almagre, conocido también como hematita (óxido de hierro), el bermellón, (sulfuro de mercurio, muy tóxico), el minio (óxido de plomo calcinado) y el carmín, que se obtenía de un insecto llamado cochinilla, que crecía en México, Guatemala y Honduras.
Los verdes se obtenían a partir del cardenillo (un acetato de cobre) y la malaquita (carbonato básico de cobre). Los azules, de la azurita (otro carbonato de cobre), del esmalte (un pigmento vítreo coloreado debido a la presencia de óxido de cobalto) y el añil, pigmento vegetal conocido también como índigo, y muy común en la zona Centroamericana. Como amarillo, se utilizó casi exclusivamente el oropimente (un sulfuro de arsénico), muy tóxico. El pigmento utilizado para el color blanco era la cerusa (un carbonato básico de plomo), conocido desde la Antigüedad.

## Pintura republicana del

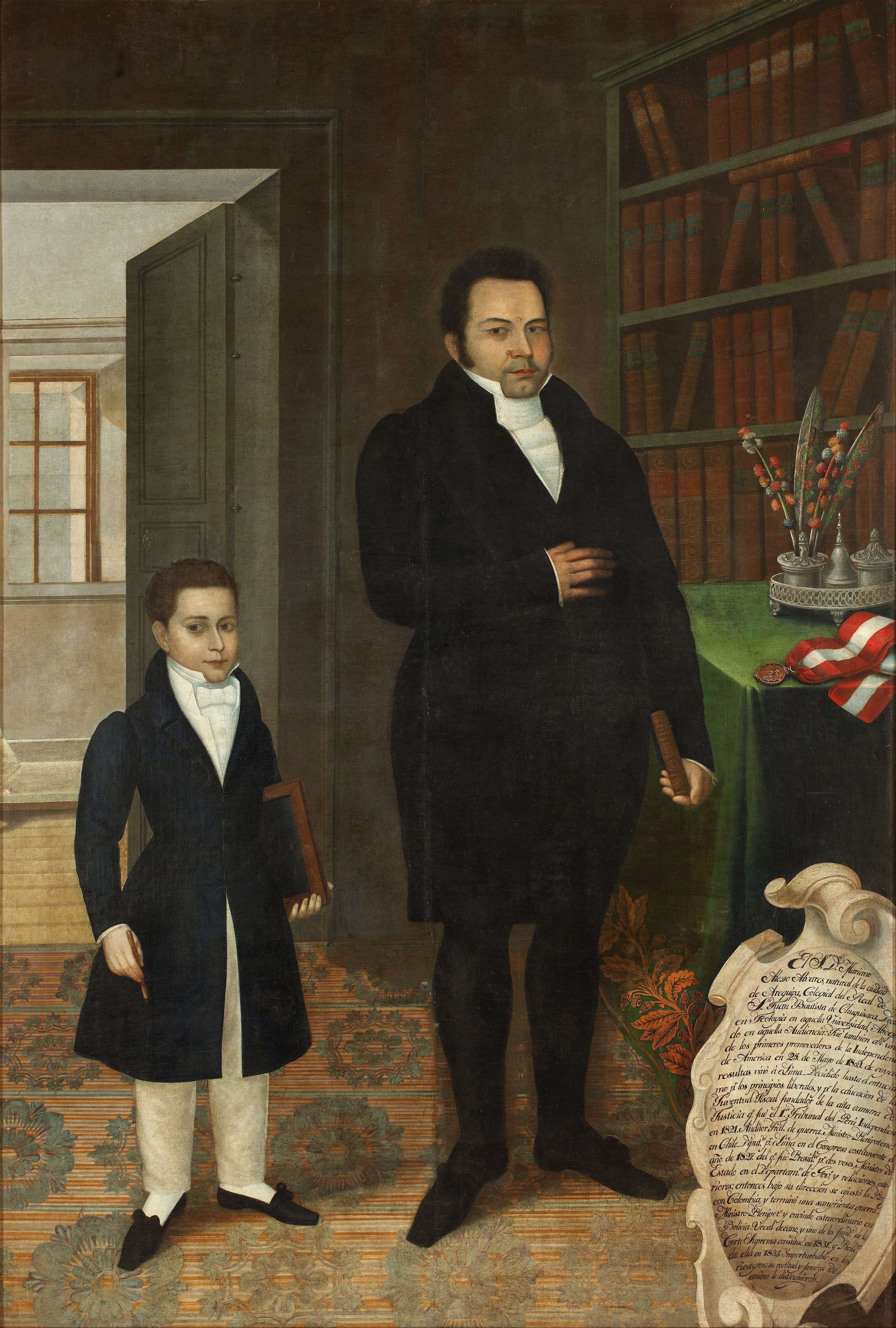
"Mariano Alejo Álvarez y su hijo" por José Gil de Castro.

## Pintura republicana delsigloXIX

### La pintura durante la guerra de la Independencia (1821-1825)
Las batallas por la independencia no fueron libradas solo en los campos de batalla. Hubo también una guerra de imágenes, centrada en los emblemas del poder político, que buscó imponer una ruptura simbólica con el pasado colonial. Los ejércitos libertadores, en efecto, intentaron, borrar toda huella que recordara el dominio español. La destrucción de los viejos símbolos implicaba, a su vez, la creación de nuevas imágenes para sustituirlos. Al declarar la Independencia, José de San Martín enarboló un estandarte con el primer escudo republicano, que presentaba «un sol saliendo por detrás de unas sierras escarpadas que se elevan sobre un mar tranquilo». La adopción del sol como figura emblemática en la primera bandera, pudo haber respondido a la necesidad de legitimar el nuevo poder político por medio de alusiones al pasado inca. El diseño de este escudo, como también de la versión definitiva aprobada por el Congreso Constituyente de 1825, fue encargada al pintor quiteño Francisco Javier Cortés (Quito, 1775-Lima, 1839), profesor de dibujo en el Colegio Médico de San Fernando y de la Academia de Dibujo, quien se había adherido tempranamente a la causa de la independencia. La vicuña, la quina y la cornucopia, fueron elementos finalmente escogidos para representar a la nación. La elección de estos símbolos es significativa en el contexto de los debates sobre la degeneración de la naturaleza americana, que habían ocupado a los ilustrados locales desde fines del siglo XVIII y habían catalizado la definición de una conciencia criolla frente a Europa. Los símbolos patrios empezaron pronto a ocupar un lugar dominante en objetos de uso cotidiano y en espacios públicos. Las artes decorativas no tardaron en incorporarlos también a su repertorio tradicional: como la piedra de Huamanga, tejidos, «tupus» de platas, monedas, papel sellado, ornamentación de los muebles, etc. Pero no se trataron de intervenciones impuestas desde las esferas oficiales, sino de la progresiva y espontánea asimilación de los nuevos símbolos al imaginario colectivo.
Por su carácter efímero, una gran parte de estas imágenes patrióticas no ha llegado hasta nuestros días. Un caso excepcional es la estampa ejecutada por el grabador limeño Marcelo Cabello, que reproduce una pintura hecha para la entrada de Simón Bolívar a la capital en 1825. Encargada por la Municipalidad de Lima al pintor Pablo Rojas. La imagen revela la función representativa que tuvo la figura de Bolívar en el proceso de la independencia; ninguna otra personalidad política, incluyendo a San Martín, ocupó un lugar equivalente. Bolívar se convirtió en el héroe símbolo de la independencia. Su retrato se paseaba por las calles y plazas antes de que el propio Libertador llegara a las ciudades. Al igual que tantos otros gestores republicanos, el paseo del retrato tenía un sólido antecedente colonial. La estrategia aseguraba así el reconocimiento del héroe entre la población, pero sobre todo, expresaba el reemplazo imaginario del rey. De esta forma, la necesidad de formular respuesta a las imágenes coloniales condicione la personalización de un vasto proceso político en la figura del militar venezolano. 
En este juego de equivalencias, las formas del retrato colonial se impusieron también en la elaboración de la imagen pública de los próceres. De hecho, el principal retratista de la era de la independencia, el pintor mulato José Gil de Castro (1780-1840) se había formado en los talleres limeños del último periodo colonial. Su capacidad para transformar a los héroes de la Independencia en iconos republicanos señala la diferencia entre la obra de Gil de Castro y la de los otros retratistas locales como, Mariano Carrillo, Pablo Rojas, o José del Pozo, y aún más la de los pintores europeos llegados al Perú en la misma época. Uno de los primeros en venir fue el austriaco Francis Martin Drexel (1792-1863), quien recorrió Bolivia, Chile, Ecuador y Perú entre 1826 y 1839. Drexel introdujo nuevos estilos que ejercieron influencia en los artistas locales, incluso en Gil de Castro, y que anunciaban los cambios que se operarían pronto en la pintura peruana.

### El ocaso del arte colonial (1825-1840)
Los años que siguieron a la independencia vieron el lento pero definitivo ocaso de los talleres coloniales. Al cerrar la década de 1830, mientras José Gil de Castro pintaba sus últimos retratos, fallecían en Lima, Matías Maestro y Francisco Javier Cortés. Y aunque se sabe poco del destino final y de la obra última de artistas como Cabello, del Pozo y Rojas, sus nombres habían dejado de aparecer en la escena artística hacía mucho tiempo. El reducido mercado local para el retrato en miniatura, era disputado por algunos pintores extranjeros que mantenían residencia en Lima por cortos periodos, como el italiano Antonio Meucci o el ecuatoriano José Anselmo Yáñez. Pero pronto ellos se encontrarían desplazados por la competencia que supuso la aparición de la fotografía, introducida en la sociedad limeña en mayo de 1842 por Maximiliano Danti.
La debilidad del Estado en la Iglesia, limitaron las comisiones. Los artistas se volcaron al emergente mercado para retratos, favorecido por el auge de nuevas clases dirigentes. A diferencia de la pintura religiosa, la práctica del retrato exigía la presencia del pintor en el lugar del retratado. Todo ello explica el surgimiento de artistas trashumantes de diversa procedencia, que recorren la región en esta época, y en particular, del gran número de pintores ecuatorianos que pasan por entonces al Perú. Desde fines de la Colonia, Quito había cobrado importancia como centro pictórico regional. Los artistas ecuatorianos, que habían asentado su actividad sobre el comercio de exportación, se encontraron ante un género, como el retrato, que no podía ser exportado y una capacidad productiva que excedía ampliamente las posibilidades del mercado local. En las décadas que siguieron a la Independencia, numerosos artistas ecuatorianos como Antonio Santos, José Anselmo Yáñez, Idelfonso Páez, Manuel Ugalde, Miguel Vallejos y los hermanos Elías, Ignacio y Nicolás Palas, emprenden el viaje hacia el sur. La mayoría seguirían su camino de la itinerancia, pasando de ciudad en ciudad, ofreciendo en cada punto sus servicios en los periódicos locales. El predominio del retrato se explica no solo por ser un género favorecido por las necesidades sociales de una clase media en ascenso, sino también por la debilidad de otras tradiciones pictóricas. Un ejemplo es la pintura de historia, un género que por entonces cobraba nuevo impulso en Europa, y que no tuvo paralelo en la pintura sudamericana de la época.
La falta de una formación en los artistas de la región se pondrá en evidencia con la llegada de nuevos modelos artísticos. Se introducen así, en simultáneo, y muchas veces a destiempo, modelos derivados de las más diversas escuelas y estilos. Mientras todavía regía el gusto neoclásico en Lima, un pintor como Raymond Monvoisin (1790-1870), residente en la capital entre 1845 y 1847, introducía el más reciente romanticismo francés. Esta brecha será parcialmente cerrada solo con la formación de una nueva generación de pintores peruanos en la década siguiente. Pero la fragilidad de instituciones republicanas, como la Academia de Dibujo, y la ausencia de centros de enseñanza artística comparables en el resto del país, marcará el desarrollo de las artes plásticas durante todo el siglo XIX.

### Costumbrismo y paisaje
La pintura colonial casi no dejó testimonios visuales de las costumbres o del paisaje local. Su estrecha vinculación con la devoción religiosa favoreció más bien la representación de un mundo de figuras ideales y escenas imaginarias. Pero hacia fines del siglo XVIII, cuando el pensamiento empirista de la Ilustración se difundió en la región andina, se consolidó rápidamente un creciente interés por fijar en imágenes el entorno inmediato, dejando un registro minucioso de la naturaleza y la sociedad. El Mercurio Peruano (1791-1795) fue el principal portavoz de las nuevas ideas. Las expediciones botánicas promovidas en la misma época por la Corona española también contribuyeron a consolidar esta vocación descriptiva.
Uno de los repertorios de imágenes más ambiciosos de esta época es sin duda la serie de acuarelas comisionadas por el obispo Baltasar Jaime Martínez Compañón , reunidas en su obra Trujillo del Perú, durante su visita a la diócesis de Trujillo entre 1780 y 1785. Los anónimos dibujantes locales, cuya escasa formación en el dibujo se revela claramente, lograron sin embargo construir un vasto catálogo visual que casi no tiene paralelos en la tradición peruana.

### El costumbrismo limeño

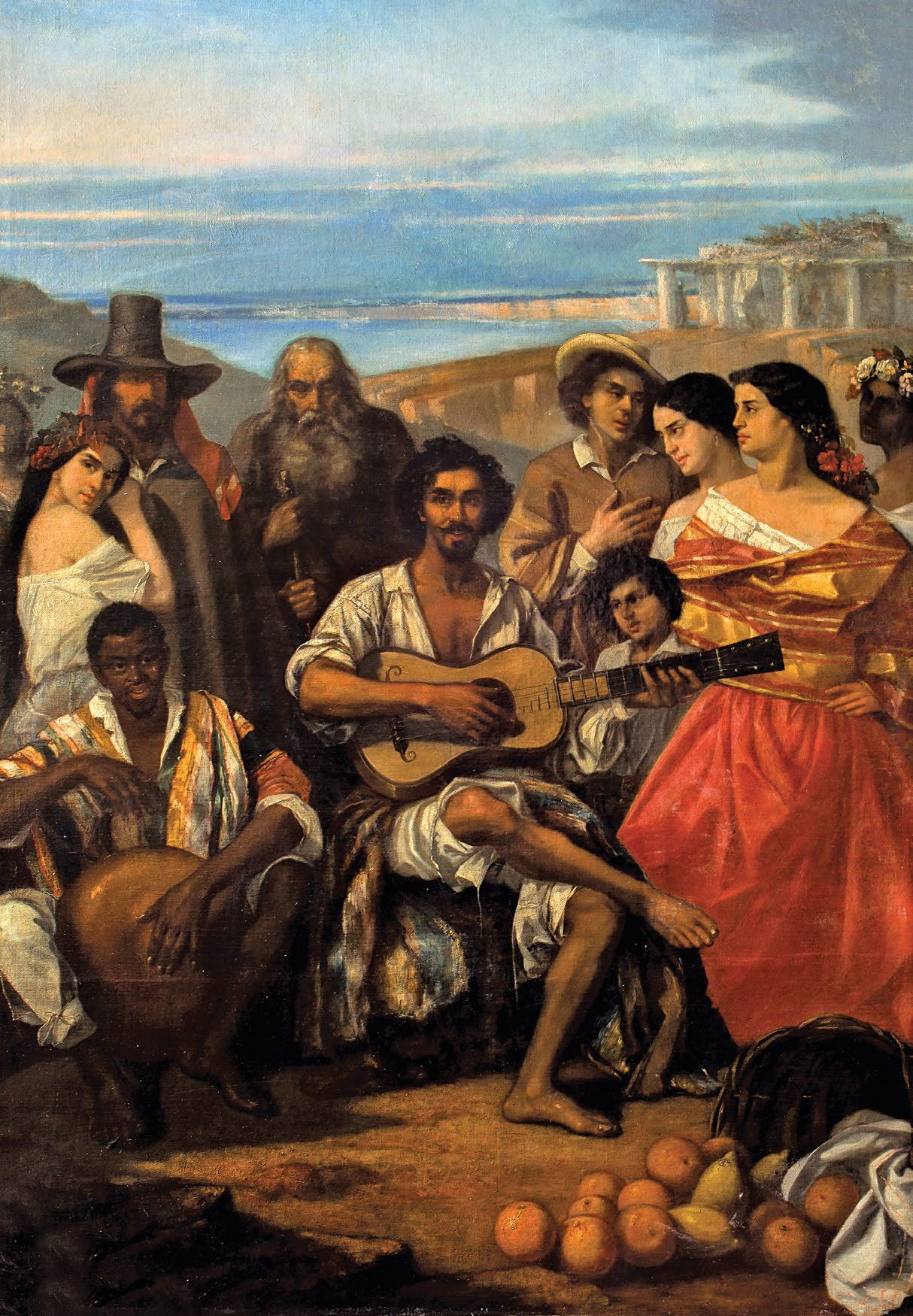
La jarana por Ignacio Merino.

La vocación descriptiva de la ilustración buscaba sistematizar el conocimiento; su voluntad clasificatoria impulsó la catalogación del mundo en series y grupos. La Independencia prestó un nuevo dinamismo a este desarrollo, en el cual las descripción de las costumbres y de los trajes típicos empezó a servir para construir una noción de la especificidad local, y diferenciar, a cada país de las demás naciones de la región y del resto del mundo. Empieza si la gradual transición entre la ilustración científica y el género conocido como costumbrismo. El caso de pintor quiteño Francisco Javier Cortés ilustra bien esta transformación, quien vinculado a los principales pensadores peruanos de la Ilustración, empezó a desarrollar hacia 1818 las imágenes iniciales del costumbrismo peruano. La representación sistemáticas de las costumbres del país se consolida recién a fines de la década de 1830, cuando Ignacio Merino (1817-1876) y Pancho Fierro (1807-1879) se unen para producir una serie de litografías de tipos y escenas de Lima. Dicha serie litográfica, así como otras imágenes que cada cual emprendería después independientemente, define el tránsito hacia una nueva función de los tipos locales, que dejan atrás el ámbito científico para internarse en los espacios públicos de la ciudad. La mayor parte de esta imágenes fueron creadas a través de la acuarela y la litografía, medios que señalan su carácter popular, un género que, significativamente no tuvo manifestaciones mayores en la pintura al óleo, salvo excepciones como La jarana de Merino.

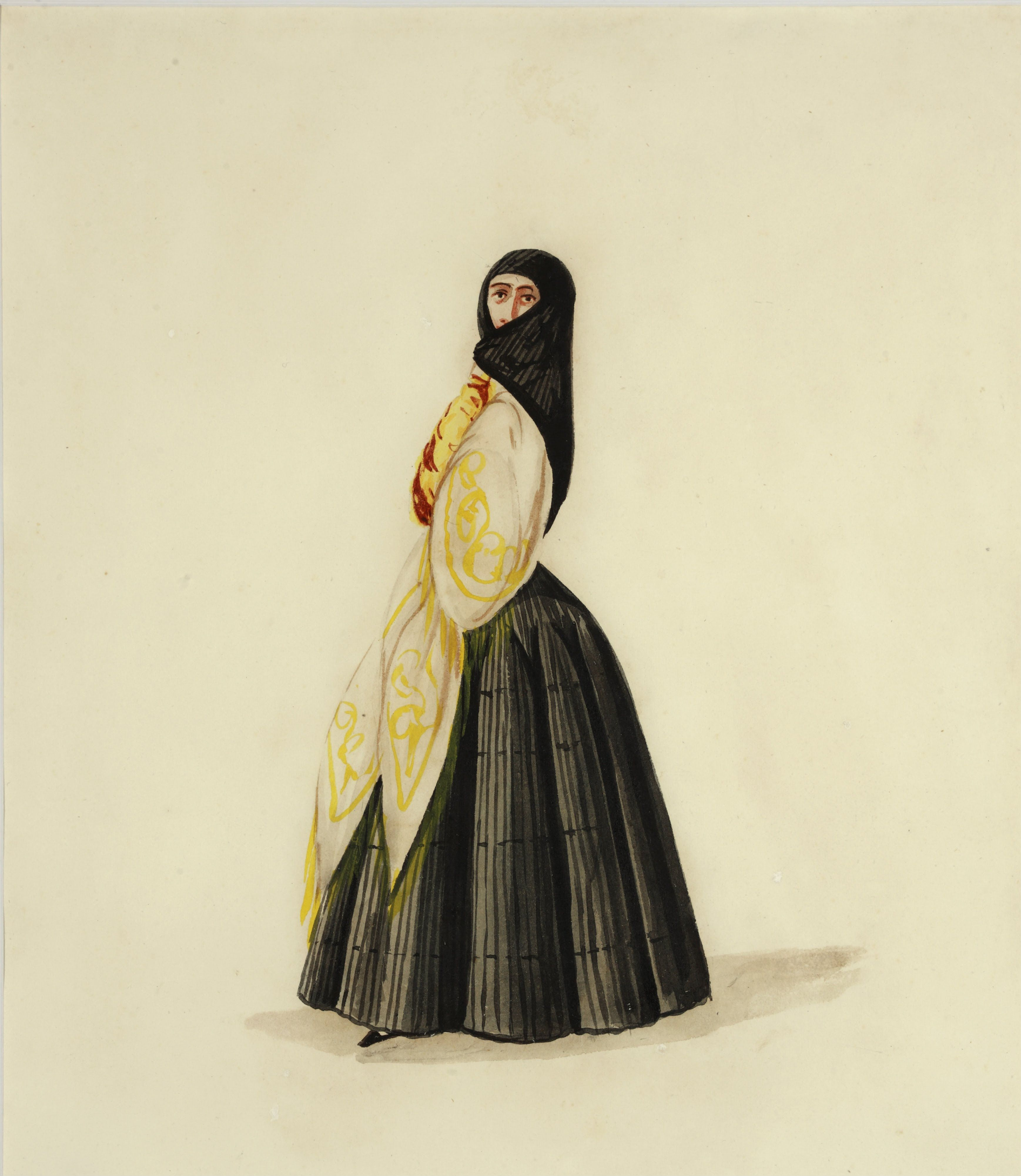
Tapada limeña, según acuarela de Pancho Fierro.

Además, las descripciones detalladas que inundan la literatura de viajes encontraron entonces un paralelo en la obra de algunos artistas viajeros como Léonce Angrand, dibujante y diplomático francés que estuvo en el Perú como cónsul de su país entre 1836 y 1838, y del pintor romántico Mauricio Rugendas (Augsburgo, 1802-1858). Ambos dejaron un amplio registro visual de diferentes ciudades del país, pero sobre todo Lima, donde entablaron relación con Merino y Fierro. Las miradas de los artistas locales y sus contrapartes extranjeras no parecen diferenciarse del todo: ambas buscaron las señas que pudieran definir una identidad local.
Merino dejaría el país para establecerse en Francia en 1850. A partir de ese momento abandona la temática limeña y desaparece del registro local. Fierro, en cambio, permanece como el principal representante del costumbrismo peruano hasta su muerte. Si bien Pancho Fierro recogió algunos de los tipos populares desarrollados inicialmente por Cortés, los transformó significativamente a través de su estilo característico. Pero las imágenes de Fierro sirvieron igualmente a la "invención" de una tradición local, en el momento preciso en que la apertura internacional y la modernización iban desplazando las antiguas costumbres. El criollismo costumbrista permitió a las élites limeñas diferenciarse del pasado, abrazar las modas europeas y, al mismo tiempo, preservar una cultura criolla en textos e imágenes.
La reiteración de los tipos a través del tiempo contribuyó a forjar una memoria colectiva, que se mantuvo durante todo el siglo XIX. La inmovilidad del género permitió fijar una imagen estereotípica de la ciudad, crear elementos reconocibles y puntos de identificación. Los fotógrafos limeños también posaron sus modelos en actitudes y trajes que recordaban las imágenes creadas por Fierro. Los editores como A. A. Bonnaffé, Manuel Atanasio Fuentes y Carlos Prince, no fueron ajenos a la influencia de dichas imágenes, y sus publicaciones fueron de gran éxito. En las últimas décadas del siglo, en la obra de pintores como José Effio y Carlos Jiménez, surge también un corto auge de escenas costumbristas en la pintura al óleo. Para entonces el costumbrismo, se había asociado casi exclusivamente a Lima, la única ciudad que logró desarrollar una tradición sostenida de imágenes de este tipo.

### El paisaje del progreso
El paisaje fue también un género que contribuyó significativamente a definir los contornos de una especificidad nacional. En la región andina, sin embargo la ausencia de una tradición local y de un marco estético para la contemplación de la naturaleza impidió el desarrollo de una paisajismo pictórico. Por todo ello, la fotografía se convirtió, a partir de la década de 1850, en uno de los principales medios para la representación del paisaje. Al igual que en Estados Unidos, la fotografía recibió un gran impulso de los grandes proyectos de expansión industrial, ya que su mirada instrumental y utilitaria hacia la geografía local determinó el surgimiento de la fotografía paisajista entre 1860 y 1880, que acompañó el esfuerzo de empresarios, exploradores, viajeros y científicos, en su intento por definir una nueva cartografía de la región. La fotografía fue gran aliada de las nuevas empresas constructivas; registró el trabajo minero, el ascenso a los Andes y la apertura a nuevas vías. El motor del crecimiento económico en esos años fue el guano. Los fotógrafos norteamericanos Villroy Richardson y Henry de Witt Moulton realizaron hacia 1863 un registro impactante de los tajos que sistemáticamente iban minando las enormes montañas guaneras en las islas de Chincha.
En 1875, el estudio de Eugenio Courret fue contratado para registrar el nuevo ferrocarril central. Las visitas de Courret muestran las dificultades por los obstáculos encontrados en el camino. Son vistas neutrales y desapasionadas, que centran su interés en los caminos abiertos entre las montañas por los rieles, omiten detalles menores, y rara vez registran el paisaje natural. Por su espíritu objetivo y directo, parecen trazar una equivalencia entre el ferrocarril como proeza tecnológica y la fotografía como medio moderno de representación. El registro del ferrocarril del sur, encargado por las mismas fechas al fotógrafo boliviano Ricardo Villaalba, forma una contraparte significativa a las imágenes de Courret. Villaalba propone una visión distinta, en composiciones complejas que logran imponer un cierto dramatismo a sus escenas del ferrocarril, pero también dirige su mirada al entorno inmediato a los monumentos de la zona y a sus sitios arqueológicos. En su interés por el paisaje histórico, las vistas de Villalba inauguran otra forma de encarar el entorno, que empezará a cobrar mayor importancia en los años posteriores a la guerra con Chile. Esta mirada se forjó inicialmente en la década de 1860, en las imágenes sobre diversas regiones del país realizadas por fotógrafos pioneros como Emilio Garreaud y otros que han permanecido en el anonimato. Estas vistas iniciales de pueblos y sitios alejados, definen un período heroico de la fotografía, que debe superar las dificultades técnicas de traslado a través de caminos difíciles. Ellas también dejan traslucir los inicios de una mirada topográfica, que se define en la búsqueda de una imagen nítida, neutral y abarcadora, que elaboran cartografías antes que paisajes.
Muchos fotógrafos se alistaron también en las expediciones de viajeros y científicos que realizaban recorridos por el país: como la de William Nystrom, acompañado por el fotógrafo Bernardo Puente de la Vega en 1869 y Luis Alviña en 1873. Es el caso de las primeras visitas de la selva, esa última frontera que permanecía como espacio irreductible para el Estado y su empresa civilizadora. Será solo hacia finales de siglo cuando se abre la colonización de la selva por inmigrantes alemanes-, en que surgirá un repertorio de imágenes de la región, creadas por fotógrafos como George Huebner, Carlos Meyer y Charles Kroehle.
De todos los intentos por representar visualmente el país, ninguno tuvo la ambición del proyecto iniciado por Fernando Garreaud en 1898. Los cientos de visitas que produjo como resultado de su extenso recorrido por todo el país, sirvieron para perfilar una representación sistemática a través de cerca 500 visitas que compiló en el álbum «República peruana», y que presentó luego con éxito en la Exposición Universal de París en 1900. Su esfuerzo reflejó el surgimiento de una nueva mirada hacia el paisaje cultural e histórico del país, que ahora privilegiaba por primera vez los monumentos arqueológicos y coloniales. Sus imágenes también sirvieron como base para las primeras y tarjetas postales ilustradas con fotografías que, a partir de 1899, empezaron a inundar el mercado. Se abría así una etapa en la representación visual del país, que ahora tendría una nueva función: satisfacer las demandas crecientes de una emergente industria turística.

### El otro costumbrismo: El aporte regional
La acuarela costumbrista y la fotografía de paisaje forjaron las primeras representaciones oficiales del Perú. El costumbrismo se gestó en estrecha relación con la capital. Pero existió una pintura de costumbres y un paisajismo paralelos, creados desde enclaves regionales, que fueron en gran parte ignorados y cuya historia resulta difícil reconstruir aún hoy. Fue una producción diversa, creada muchas veces sobre soportes poco convencionales, como los mates burilados o la talla de piedra de Huamanga. Imágenes de la vida campesina empezaron a aparecer en la pintura del sur andino y especialmente del Cuzco desde fines del periodo colonial. No se trataba de representaciones autosuficientes, sino más bien de escenas accesorias, aparecida generalmente en los márgenes de pinturas de devociones populares, como la Virgen de Cocharcas o de San Isidro Labrador. Este tipo de pintura devocional, originalmente desarrollada para las clases medias del sur andino, es pronto transformada para el uso campesino en los pueblos más apartados. Es el caso de dos tradiciones estrechamente relacionadas entre sí, la pintura de sobre yeso y el cajón de sanmarcos, donde se desarrolla un austero repertorio de escenas de la vida campesina que pronto empiezan a rivalizar en protagonismo con los tradicionales santos patronos del ciclo agrícola. Como ha señalado Francisco Stastny, evaden la mera función descriptiva o devocional y adquieren un carácter mágico-religioso, como elementos propiciatorios relacionados con los ciclos agrícolas y ganaderos.
Algo marcadamente distinto opera en la pintura vinculada a los centros urbanos, donde se desarrollan varias tradiciones costumbristas, toas aún poco estudiadas. En el sur, en la zona de Tacna y el circuito que vincula a esa ciudad con Bolivia, estuvo activo Encarnación Mirones, un artista que se conocen algunas grandes pinturas realizadas en un estilo que parece derivar de otras tradiciones artísticas regionales. Muy distinta es la tradición desarrollada en e norte, especialmente en la zona de Cajamarca y de Piura hacia la segunda mitad del siglo, y que mantiene una clara afinidad con la pintura costumbrista ecuatoriana. En esa zona actuó Arce Naveda, un pintor originario de Huancabamba sobre el cual se sabe muy poco, pero que ha dejado algunos lienzos que describen fiestas y costumbres regionales. Otros artistas sin embargo, permanecen anónimos. Aunque se sabe poco de sus comitentes, es posible imaginar que fueron creados para satisfacer la demanda de hacendados locales o de pequeños comerciantes y profesionales urbanos.
Lo mismo parece ser cierto en el caso de los murales costumbristas que decoraron casas, haciendas, restaurantes y chicherías populares en todo el país a lo largo del siglo XIX. Por su carácter popular y por haber sido realizados muchas veces para ocasiones específicas, pocos han sobrevivido. Pero la pintura no fue el medio exclusivo para el desarrollo de este costumbrismo regional. La talla en piedra de Huamanga fue probablemente uno de los géneros que más tempranamente incorporó escenas costumbristas. Algunas aparecieron como piezas para acompañar los pesebres, mientras otras sirvieron como objetos de decoración en los interiores de las clases medias urbanas. El impulsó para la creación de este tipo de imágenes derivó de las figuras cortesanas difundidas a través de la porcelana ay los grabados europeos. Hacia mediados del siglo XIX, personajes galantes vestidos según la moda francesa del XVIII aparecen masivamente en las huamangas y en los dibujos incisivos sobre vasos de cuerno y los mates de la sierra central. Estas figuras gradualmente van cediendo paso a otras derivadas del entorno local. Los mates burilados, por ejemplo, abandonan progresivamente las decoraciones ornamentales para pasar a representar narrativas, de gran detallismo descriptivo. Incorporados a la cotidianidad a través de la función utilitaria de los mates -tazones o azucareros-, estas imágenes expresan otras formas de relación con la naturaleza y otros usos para la imagen costumbrista. Este costumbrismo alternativo confirma así la autonomía de la producción de la producción regional frente a las formas desarrolladas en la capital, pero también hablan de ciertos procesos comunes, como una secularización que gana terreno en todos los sectores sociales y en todas las regiones.
Hoy es difícil reconstruir las formas en que estas imágenes se integraron a las sociedades que las crearon, o la manera en que pudieron afectar las identidades comunales o regionales. Pero es evidente que permanecieron en gran medida relegadas del poder central; desde los márgenes no era posible forjar formas de representación que pudieran trascender el ámbito local para imponen en un escenario nacional. Fueron finalmente las imágenes producidas desde la capital las que inevitablemente terminaron por definir una representación oficial del país. La imagen de la nación se fue construyendo así, gradual y parcialmente, desde una mirada centralizada en Lima.

### El resurgir de la pintura
En las décadas que siguieron a la Independencia, mientras nuevos medios de representación como la litografía, la acuarela o la fotografía empezaban a ocupar un lugar decisivo en la representación del país, la pintura quedó relegada a un lugar marginal. Limitada principalmente a la reproducción de retratos y obras destinadas al ámbito privado, sin encargos públicos y espacios de exhibición ante una sociedad sin base definida.
Pero esto cambiaría a partir de 1840, siendo el único espacio establecido para la formación artística la antigua Academia de Dibujo, empezó a ocupar un lugar decisivo para la pintura. Tras la muerte de Cortés, su aprendiz Ignacio Merino impuso un nuevo dinamismo al asumir la dirección de la escuela. Gracias a su labor surgió una nueva generación de pintores que incluía a Francisco Laso (1828-1894), Juan de Dios Ingunza (1824-1867), Luis Montero (1826-1869), Francisco Masías (1828-1894) y Federico Torrico (1830-1879). A diferencia de los artistas que los precedieron, esta nueva generación surgía de familias acomodadas y contaban con una educación privilegiada. Su concepción sobre el arte era como la de un campo diferenciado y autónomo, o como expresión de un temperamento individual, que no tuvo precedentes en la época Colonial. Aunque todos realizaban retratos, su ambición académica los orientó hacia géneros de mayor jerarquía, como la pintura de tema histórico o bíblico. Esto contribuyó a construir distancias cada vez más grandes entre la pintura "culta" y la obra de artistas que continuaron trabajando imágenes y técnicas derivadas de la Colonia. Apostaron por el desarrollo internacional, y los dos principales centres de formación artística eran Francia e Italia. La pintura de Montero reflejó la influencia del academicismo italiano, pero el resto de los pintores optaron por la escuela francesa.
A pesar de haber dejado un legado de obras significativas, esta primera generación de pintores republicanos encontró grandes dificultades para consolidar una institución local y un campo artístico moderno. En 1861, el pintor italiano Leonardo Barbieri organiza en Lima la "Exposición Nacional de Pintura"; fue la primera muestra colectiva de arte en el Perú. Pero tras un segundo intento, Barbieri desiste ante las limitaciones extremas y la falta de una producción consistente. En 1879, la muerte de Federico Torrico, su último y principal promotor, dejó en mayor incertidumbre el escenario. De hecho, fue una generación marcada por la fatalidad , que le impidió perpetuarse en el tiempo y consolidar nuevas generaciones: cuando Ignacio Merino muere en París en 1876, la mayor parte de sus discípulos peruanos habían fallecido prematuramente.

### El rostro de la modernización (Lima, 1845-1879)
Al igual que en la pintura, los grandes cambios en el campo de la escultura (además de la arquitectura) comenzaron a manifestarse al promediar el siglo, en coincidencia con el auge del Estado guanero. Este período de monumentos dedicados a héroes civiles y militares dentro de las obras públicas, señaló la abrupta y desigual ruptura cultural que trajo la modernización del país: ya que solo en la capital se empezaba a marcar el ritmo de la innovación y el cambio, convirtiéndose en el principal punto de referencia para el desarrollo de las demás ciudades del país.
El proyecto del Parque de la Exposición había concentrado esfuerzos significativos en el ornato de Lima. La más evidente manifestación de este impulso fueron los monumentos y esculturas que empezaron por entonces a transformar el rostro de la ciudad. En 1859, se instalaron doce esculturas italianas de los signos del zodiaco en la Alameda de los Descalzos. El mismo año se inauguró el monumento ecuestre a Simón Bolívar en la Plaza de la Inquisición, por el italiano Adamo Tadolini (1788-1868), y poco después se erigió la estatua de Salvatore Revelli dedicado a Cristóbal Colón en el Paseo Colón. El gran proyecto escultórico de la siguiente década es el monumento en la Plaza Dos de Mayo, cuyo diseño, gracias al arquitecto Edmond Guillaume y al escultor Louis-Léon Cugnot (1835-1894), fue seleccionado mediante un concurso internacional llevado a cabo en París de 1866. La gran columna y figuras de bronce que se fabricaron en Europa, fueron instaladas en Lima en 1874 para componer una de las obras escultóricas más ambiciosas del período.

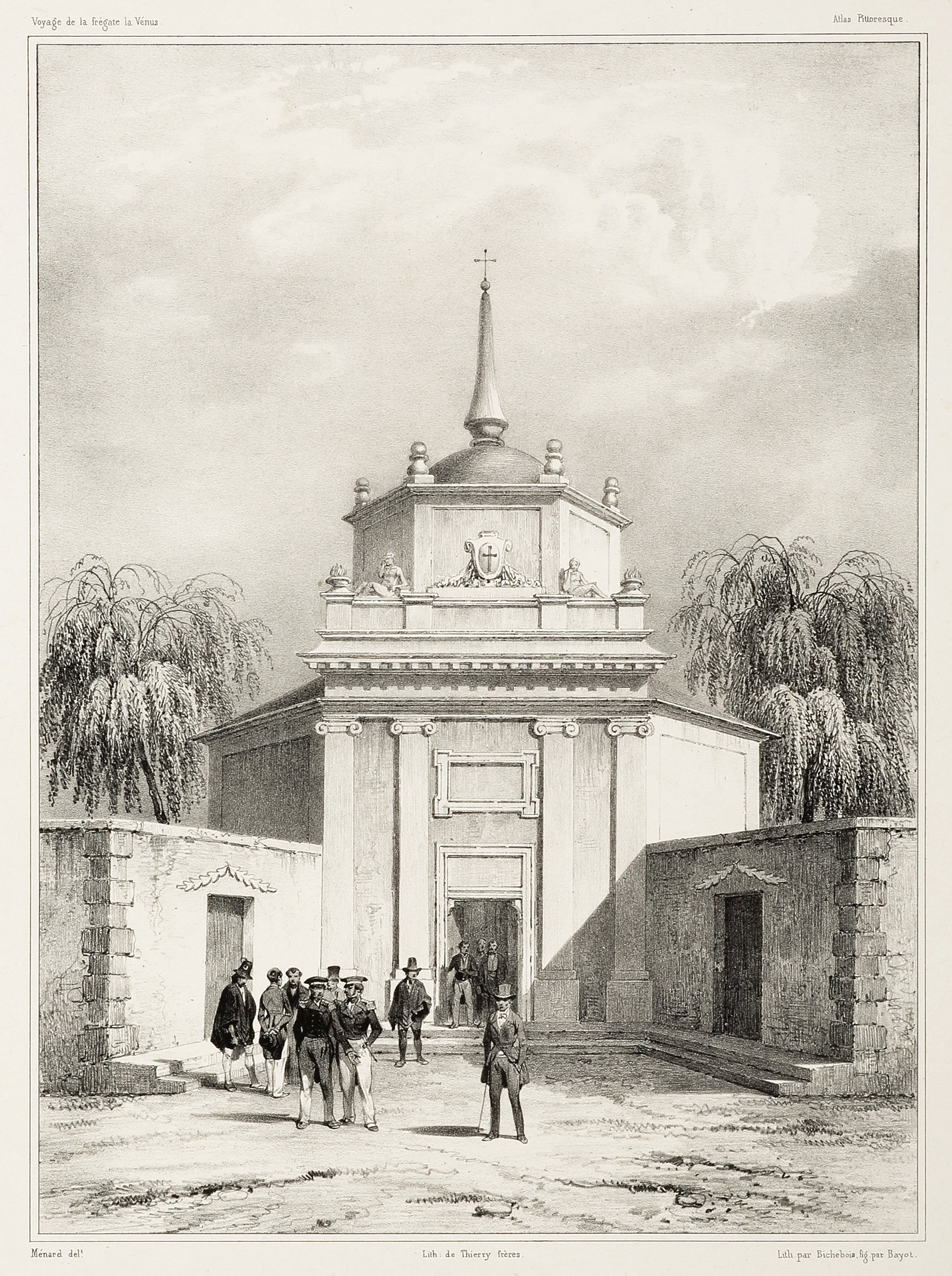
Cementerio Museo General "Presbítero Matías Maestro".

La modernización también se puso en evidencia en el Cementerio Presbítero Matías Maestro, que acogió una selección representativa de escultura europea, gracias a la consolidación de una burguesía comercial. Es justamente a partir de 1859 que se erigieron monumentos funerarios por algunos de escultores más importantes del momento: Rinaldo Rinaldi (1793-1873), Pietro Costa, Vicenzo Bonanni, Santo Varni (1807-1885) y el francés Louis-Ernest Barrias (1841-1905). Los grandes mausoleos importados impusieron su distancia con el pasado colonial, pero también con las formas de expresión de las clases medias y populares. Las piedras tradicionales labradas por artesanos locales fueron desplazadas por grandes esculturas de mármol. Es la época de oro para los marmolistas italianos establecidos en Lima, como Ulderico Tenderino y Francisco Pietrosanti.
Es así que las dos principales tradiciones locales de talla no pudieron acomodarse a las nuevas exigencias artísticas y monumentales. De un lado se encontraban los especializados en la escultura policromada sobre madera -una técnica dedicada esencialmente a la representación de imágenes religiosas-, que difícilmente podía adaptarse a la ejecución de obras a gran escala. Del otro lado se hallaban los talladores en piedra de Huamanga, preparados para trabajar en volumen, pero que, por la fragilidad del material estuvieron limitados a producción de figuras de tamaño reducido. Los primeros continuaron produciendo imágenes religiosas que casi no podían distinguirse de sus precedentes coloniales; los segundos, en cambio, intentaron renovarse adoptando modelos clásicos, temas mitológicos y figuras desnudas, al tiempo que eliminaron progresivamente la aplicación de color para imitar la sensación del mármol. La destreza de estos artistas llevó incluso a pensar que Ayacucho podría ser la cantera de donde surgían los futuros escultores nacionales. Luis Medina fue uno de los que intentaron el difícil tránsito de las técnicas tradicionales a la escultura moderna, quien probablemente quiso imitar el precedente de su paisano Garpar Ricardo Suárez.

### Pintura durante la Reconstrucción Nacional (1883-1919)
La Guerra del Pacífico (1879-1883) prolongó y agravó el vacío que había dejado la muerte prematura de los artistas de la generación del anterior como la partida a Europa de quienes se iniciaban entonces en las artes visuales. El limitado escenario para las artes quedó en manos de artistas menores como el español Julián Oñate y Juárez (Burgos, España 1843-1900). Sin embargo, la organización de grandes exposiciones en el Palacio de la Exposición en 1885 y 1892 abrió espacio a una joven generación de pintores, pero a la vez a todo una legión de artistas aficionados, producto de la popularización de las lecciones de dibujo y pintura que ofrecían los artistas establecidos como Ramón Muñiz, Gaspar Ricardo Suárez, o la italiana Valentina Pagani de Cassorati.
Pero entre los años 1887 y 1891, la presencia de Carlos Baca-Flor y la aparición del Premio Adelinda Concha de Concha, contribuyeron a fortalecer el ambiente artístico en Lima.
Aunque la Literatura fue más crítica planteando cuestionamientos a la sociedad peruana de la postguerra; la pintura y la escultura, en cambio, ligadas a las expectativas del mecenazgo oficial, tuvieron un papel más celebratorio en la representación de las hazañas heroicas. Dejando de lado el tema histórico en la pintura, Juan Lepiani (1864-1933) fue el pintor destacado por sus escenas sobre batallas heroicas.
La afirmación nacionalista de la posguerra también favoreció la construcción de monumentos. Es en 1898, que surge la iniciativa de erigir un monumento a Francisco Bolognesi, y su diseño se convoca en 1902 a un concurso internacional, en le que resulta ganador el escultor español Agustín Querol (1860-1909).

## Pintura durante elsigloXX

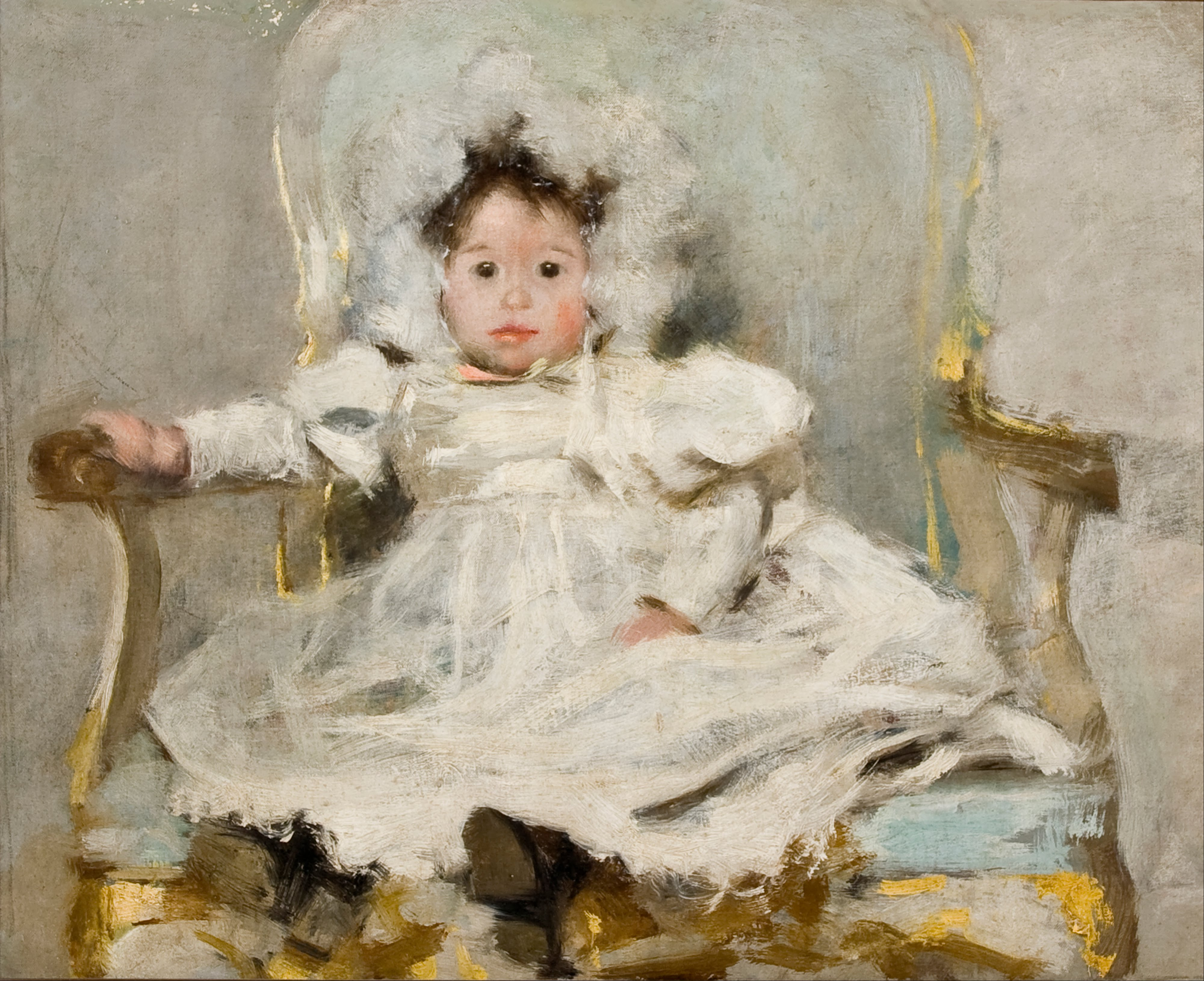
Retrato de una niña en blanco, óleo de Carlos Baca-Flor.

El siglo XX se inició como una prolongación de las tendencias anteriores. A diferencia de la generación anterior, en muchos casos en viaje de estudio se convirtió en largas residencias en el exterior, e incluso de migración definitiva. Dichos casos son el de los pintores Federico del Campo (1837-1927), Albert Lynch (1855-1951) y Carlos Baca-Flor (1869-1941), quien no volvió tras su partida en 1890. En cambio, Abelardo Álvarez-Calderón (1847-1911) y Herminio Arias de Solís (1881-1926) solo regresaron luego de muchas décadas de ausencia. Probablemente Daniel Hernández (1956-1936) hubiese sido uno ellos, de no haberse creado la Escuela Nacional de Bellas Artes en 1918. Pero los artistas emigrados dejaron un definida influencia en el medio local, por medio de las reproducciones de sus obras en revistas ilustradas o adquiridas por coleccionistas peruanos.
Por todo ello, el retorno de Teófilo Castillo Guas (1857-1922) en 1905, tras una ausencia de más de veinte años, había coincidido con el surgimiento de un verdadero auge editorial. El pintor daba preferencia al paisaje urbano y la pintura al aire libre, asociado a un renovado criollismo conservador y nostalgia colonial inspiradas en autores como José Antonio de Lavalle y Ricardo Palma. Diferenciándose así, del emergente paisajismo intimista que empezaban a consolidarse en las obras de pintores como Carlos Jiménez (1872-1911) o Luis Astete y Concha (1867-1914). Pero si bien la pintura de Castillo tuvo escasos seguidores, mayor impacto generó su intenso trabajo como crítico de arte, promoviendo además, la crítica al desarrollo de temas nacionales y a la precariedad institucional que caracterizó la escena artística hasta la fundación de la ya mencionada, Escuela de Bellas Artes.

### Principios delsigloXX
En el tránsito hacia el siglo XX, las definiciones políticas de la nación fueron cediendo rápidamente paso a nuevas teorías etnolingüísticas que fijaban los ejes esenciales de las nacionalidad en la raza y en la lengua. El auge de los nacionalismo en todo el mundo estuvo determinado, fundamentalmente, por la sociología racialista de Gustave Le Bon y por el determinismo geográfico de críticos como Hyppolite Taine. Dichas ideas tuvieron un eco profundo en América Latina. El americanismo emergente de autores como José Enrique Rodó se proponía como el eje de la renovación espiritual y humanista que haría frente al materialismo norteamericano. Las influyentes teorías del argentino Ricardo Rojas también proyectaban la imagen de una América vigorosa, que tomaba la posta de Occidente en decadencia. La nación era, para Rojas, un organismo vivo alimentado por la geografía, el idioma, la raza, historia y una misteriosa fuerza cósmica que daba forma a un espíritu colectivo, a una "emoción territorial".
Este vitalismo se conjugaba con el surgimiento del nacionalismo romántico, que definió la orientación de las artes tanto en Europa, como América. Desde Finlandia hasta Argentina, el ideal nacionalista contribuyó a la búsqueda de fuentes vernáculas para el arte y el diseño moderno. El renacimiento céltico en Irlanda o el desarrollo del neoazteca en México formaban parte del mismo impulso, que otorgaba a las artes plásticas un papel determinante para las constitución de identidades nacionales. Todo ello tuvo una inmediata influencia en el Perú. Gradualmente, el nacionalismo político basado en los monumentos a los héroes recientes de la guerra con Chile, serían desplazados por nuevas imágenes de la nación. Las exigencias de autenticidad que proponían los nuevos nacionalismos obligaba a pensar el país desde sus tradiciones artísticas y culturales. Hacia 1922, Luis E. Valcárcel podía afirmar que, a diferencia de los griegos y romanos, " los peruanos pueden resistir el más severo análisis sin que el químico encuentre elementos básicos ajenos a nuestro medio geoétnico". Lo indio y su cultura aparecían así como el eje constitutivo de la nación, como su esencia originaria y original.
La idea de lo indio se insertaba en una concepción dualista del país, definida por un juego que oponía sistemáticamente la costa a la sierra y lo criollo a lo indígena. Se forjó una dicotomía flexible e inestable, en que lo indio, sin embargo, ocupó siempre un lugar predominante. La idea del mestizaje cultural que entonces empezaba a difundirse, no encontró por mucho tiempo un lugar en el discurso nacionalista.Para intelectuales influyentes como José Carlos Mariátegui y Luis E. Valcárcel, el mestizaje era todavía un término negativo, un híbrido en que lo mejor de cada raza se perdía en la imprecisión.
Mario Urteaga Alvarado (Cajamarca, 1 de abril de 1875 - ibídem 12 de junio de 1957) fue un pintor peruano. Primero trabajó como periodista, administrador y profesor. Sin embargo, pasó a la pintura al óleo casi a la edad de 30 años. Se le descubre muy tardíamente, en Lima, hacia 1934. Pero su obra era apreciada por los habitantes de Cajamarca desde los umbrales de ese siglo.A diferencia de sus colegas indigenistas, formados en la Escuela Nacional de Bellas Artes de Lima, Urteaga fue un artista autodidacta y desarrolló la labor central de sus pinturas en Cajamarca. Esta circunstancia contribuyó a dar forma a la imagen del artista como producto tópico espontáneo de su entorno y proyectar una percepción ambivalente de su trabajo, a veces clasificado como no-académico y como una manifestación del indigenismo independiente. Con una mezcla de clasicismo y naturalidad, era fascinante para el espectador de su tiempo, escenas campesinas cuidadosamente compuestas por el artista que parecían encarnar el extremo periférico de las aspiraciones nacionalistas de toda una generación que Urteaga logró mostrar al mundo "los indios más indios que jamás se han pintado", según concluye de Teodoro Núñez Ureta. La realidad de su obra y su vida, sin embargo, es mucho más contradictoria y compleja.
El impulso inicial para la revalorización de las tradiciones autóctonas surgió en el Cuzco en las primeras décadas del siglo. Una reivindicación regional , impulsada por la modernización universitaria de 1909, buscó en el pasado los elementos que pudieran definir una originalidad local. Los intelectuales cusqueños creyeron encontrar en un idealizado pasado inca los fundamentos que podían renovar la vitalidad perdida tras la postergación económica y política que la región sufrió a partir de la Independencia. El auge del teatro (de tema incaísta) a partir de la década de 1890, fue una de las principales manifestaciones de este fenómeno, que César Itier denominó "indigenismo lingüístico". De esta conexión surgieron algunos de los primeros artistas, como Juan Manuel Figueroa Aznar, Francisco Gonzáles Gamarra (Cusco, 1890 - Lima, 1972) y Benjamín Mendizábal. La presentación en Lima de compañías cusqueñas de teatro, a partir de 1917, contribuyó a difundir este indigenismo en la capital. De igual forma, la obra de artistas cusqueños como el escultor Mendizábal, autor de ambiciosas esculturas de tema incaico inspiradas en la antigüedad clásica, o del pintor González Gamarra, motivaron lagunas de las primeras discusiones sobre el nacionalismo en las artes plásticas. Sus propuestas permitieron que Teófilo Castillo formulara algunas de sus ideas en torno a obras concretas. Ya en 1918, al exaltar la obra de Gonzáles Gamarra, Castillo la describió como un "arte verdadero de energía racial, arte fuerte, sincero, varonil, arte ennoblecedor a base de la propia historia".
El oncenio de Leguía vio extenderse este fenómeno que, a lo largo de la década de 1920, fue asumido como parte de la política oficial. De hecho, el nacionalismo cultural de esos años formó parte de un proceso más amplio: el indigenismo se extendió a la gráfica, la música y al teatro. Prácticamente no hubo aspecto en la vida nacional que no estuviera marcado por la mirada indigenista.

La Perezosa de Daniel Hernández Morillo.

Diversos factores confluyeron en la formación de este vasto proceso cultural. Junto a la orientación de este vasto proceso cultural. Junto a la orientación política del régimen de Leguía y el fortalecimiento institucional de entidades culturales del Estado, sin duda el hecho fundamental fue la fundación de la Escuela Nacional de Bellas Artes (ENBA) en 1918. En varios sentidos, la Escuela marcó un hito en el desarrollo del arte peruano.Tras décadas de intentos fallidos, se consolidaba finalmente en un espacio para la enseñanza de las artes plásticas. La ENBA permitió el surgimiento de una primera generación de pintores y escultores formados en el país, y revirtió definitivamente la larga historia de emigración de artistas hacia el extranjero. Las exhibiciones anuales de los alumnos y egresados se constituyeron pronto en el eje de una amplia discusión crítica. Por primera vez, las artes plásticas encontraron una ubicación definida en la esfera pública.
El plan de estudios diseñados por Daniel Hernández, se inspiró en los principios tradicionales de las academias europeas. Pero finalmente, no fue el academismo renovado de los salones franceses que Hernández había traído el que impuso en la escuela. sino la influencia decisiva de Manuel Piqueras Cotolí (Lucena, Córdoba 1885 - Lima 1937) y de José Sabogal (Cajabamba 1888 - Lima, 1956), los dos jóvenes profesores que asumieron la enseñanza en la nueva institución. De formas diversas ambos intentaron esbozar propuestas que pudieran imprimir un carácter local al arte creado desde la ENBA. La nueva institución se constituyó así e el lugar de confluencia de las diversas opciones nacionalistas, todas ellas apoyadas con decisión por el gobierno de Augusto Leguía.